# 卢氏县中医院

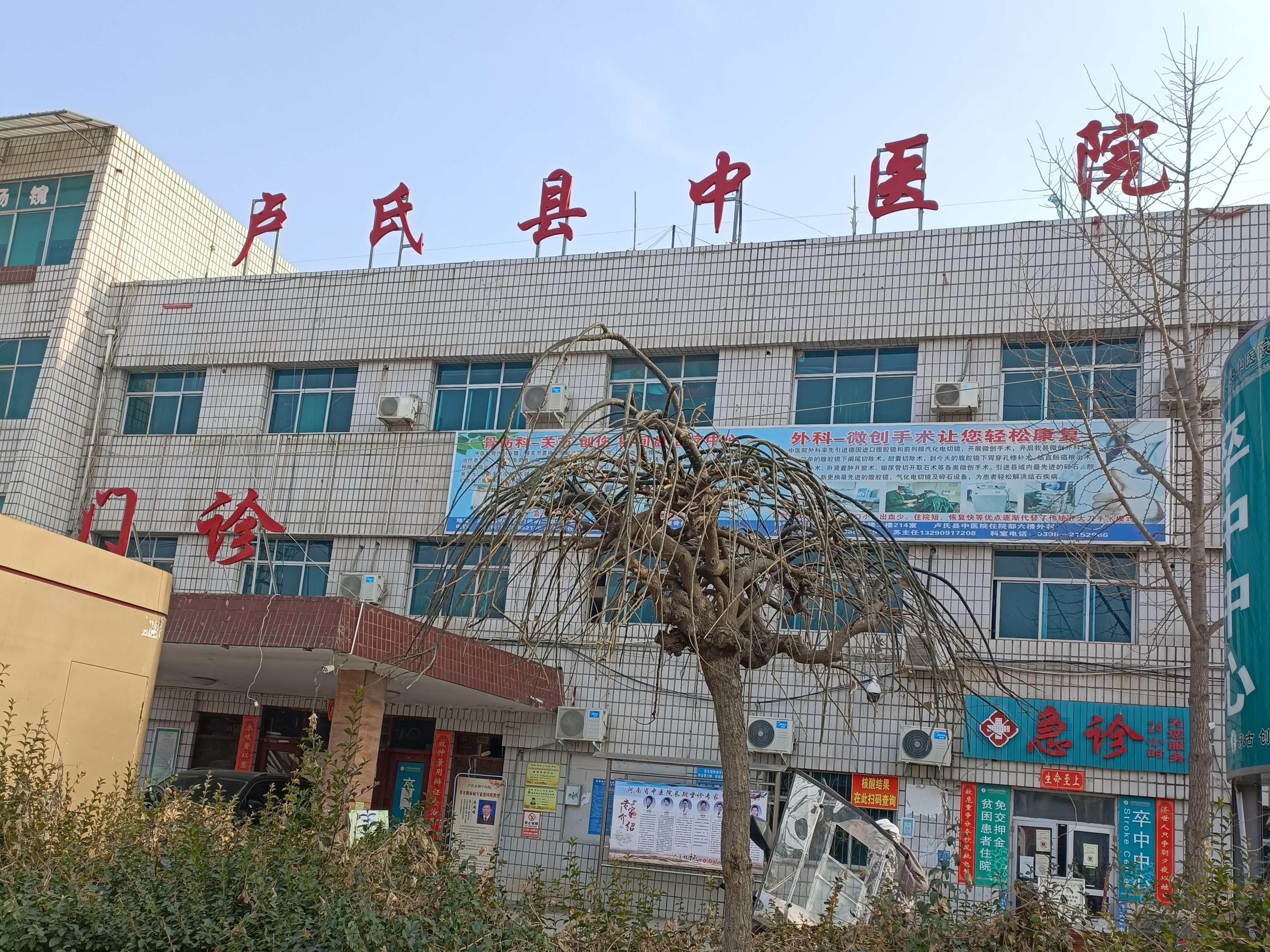
卢氏县中医院旧址

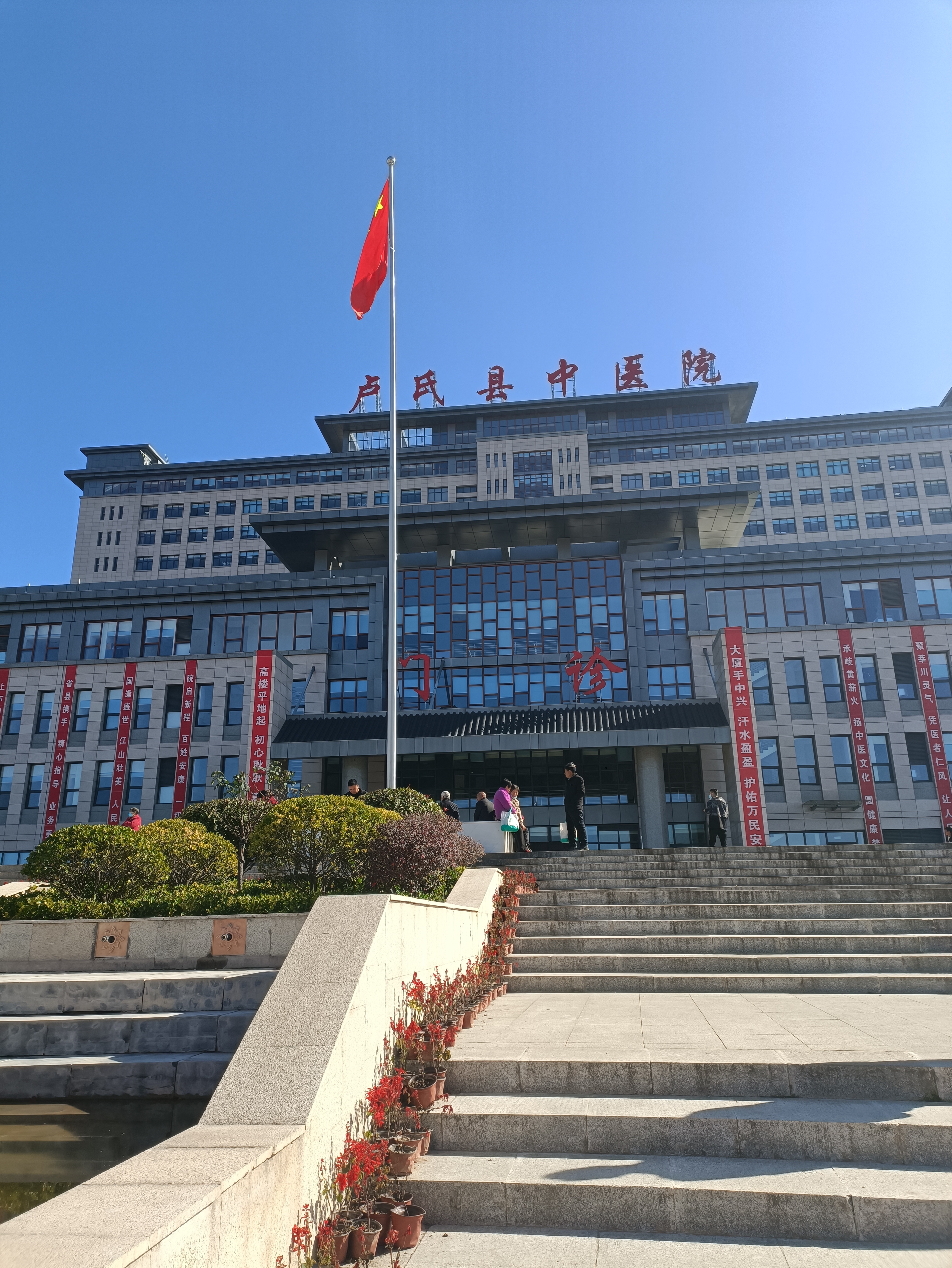
卢氏县中医院新址照片

卢氏县中医院是中华人民共和国河南省三门峡市卢氏县境内的一所“国家三级中医医院”，始建于1983年，初位于卢氏县城伏牛路西段，2021年6月份开始与卢氏县第二人民医院整体搬迁至横涧乡照村旁边的新址，新址名仍为卢氏县中医院。

卢氏县中医院的院标

## 新院

### 历史
2016年12月29日，卢氏县中医院建设项目新址开工，新址占地面积122.42亩，总投资7.18亿元，是三门峡市重点建设项目。
2021年6月28日，时中共卢氏县委副书记韩际东宣布中医院新址试运行开诊。

### 设施
卢氏县中医院有点对点定制公交，方便患者前来就医和医院工作人员上下班。